# Himalaja-Frauenschuh
Der Himalaja-Frauenschuh (Cypripedium himalaicum) ist eine Pflanzenart aus der Gattung Cypripedium in der Familie der Orchideen (Orchidaceae).

## Merkmale
Der Himalaja-Frauenschuh ist eine ausdauernde Pflanze mit einem dünnen Rhizom, die Wuchshöhen von 14 bis 30 Zentimeter erreicht. Der spärlich behaarte Stängel trägt drei Laubblätter. Diese sind oval und enden spitz, sie messen 5 bis 10 × 2.5 bis 4 Zentimeter. Die Pflanzen tragen nur eine duftende Blüte. Der Fruchtknoten ist dicht und lang behaart. Die Hochblätter messen 3,2 bis 6 × 0,5 bis 1,3 Zentimeter. Blütenstiel und Fruchtknoten sind 1,6 bis 2,4 Zentimeter lang. Die oberen äußeren Perigonblätter messen 2,4 bis 2,8 × 1,8 bis 2 Zentimeter. Die unteren äußeren Perigonblätter sind 1,8 bis 2,2 Zentimeter lang und am Rand gewimpert. Die Perigonblätter sind auf gelblich-grünlichem Grund rotviolett, purpurn oder rötlichbraun gezeichnet. Die Lippe ist 2,8 bis 3,4 Zentimeter lang. Das Staminodium ist breit oval bis herzförmig.
Blütezeit ist von Juni bis Juli.
Die Chromosomenzahl beträgt 2n = 20.

## Vorkommen
Der Himalaja-Frauenschuh kommt in Nord-Indien, Nepal, Sikkim, Bhutan und Südost-Tibet in Felsfluren, Felsspalten, auf Weiden und in Rhododendron-Cassiope-Gebüschen, oft an halbschattigen Standorten, in Höhenlagen von 2800 bis 4900 Meter vor.

## Taxonomie
Der Himalaja-Frauenschuh wurde 1892 von William Botting Hemsley in Journal of the Linnean Society. Botany Band 29, Seite 319 als Cypeipedium himalaicum erstpubliziert. Hemsley übernahm einen Namen, den vorher Robert Allen Rolfe verwendet hatte.

## Nutzung
Der Himalaja-Frauenschuh wird selten als Zierpflanze für Gehölzränder und Gefäße genutzt.